# Спортивная гимнастика на летних Олимпийских играх 1904
Соревнования по спортивной гимнастике на III летних Олимпийских играх прошли 1 и 2 июля и 28 октября. В них участвовали 120 спортсменов из трёх стран, которые соревновались за 11 комплектов медалей. Были вновь включены упражнения на брусьях, перекладинах, кольцах, коне, по опорному прыжку и лазании по канату. Впервые прошли командные соревнования, а состязания с булавами и многоборья с семью и девятью снарядами также прошли впервые, но были вскоре отменены.

## Медали

### Общий медальный зачёт
(Жирным выделено самое большое количество медалей в своей категории; принимающая страна также выделена)
| Общее количество медалей |                   |        |         |        |       |
| Место                    | Страна            | Золото | Серебро | Бронза | Всего |
| 1                        | США               | 12     | 8       | 9      | 29    |
| 2                        | Австрия           | 1      | 1       | 0      | 2     |
| 3                        | Швейцария         | 1      | 0       | 1      | 2     |
| 4                        | Смешанная команда | 1      | 0       | 0      | 1     |
| 4                        | Германия          | 0      | 1       | 1      | 2     |

### Медалисты
| Дисциплина                | Золото | Серебро                                                                                       | Бронза                                                                                       |
| Индивидуальное первенство | Юлиус Ленхарт Австрия | Вильгельм Вебер Германия                                                                      | Адольф Шпинлер Швейцария                                                                     |
| Первенство на 7 снарядах  | Антон Хейда США | Джордж Эйсер США                                                                              | Уильям Мерц США                                                                              |
| Первенство на 9 снарядах  | Адольф Шпинлер Швейцария | Юлиус Ленхарт Австрия                                                                         | Вильгельм Вебер Германия                                                                     |
| Командное первенство      | Смешанная команда Джон Грайеб\|USA Филипп Кассел\|USA Юлиус Ленхарт\|AUT Эрнст Рекевег\|USA Антон Хейда\|USA Макс Хесс\|USA | США Эмиль Байер · Джон Биссингер · Макс Вольф · Артур Розенкампфф · Юлиан Шмиц · Отто Штеффен | США Джон Дьюха · Чарльз Краус · Джордж Мейер · Роберт Мейсек · Эдвард Сиглер · Филипп Шустер |
| Параллельные брусья       | Джордж Эйсер США | Антон Хейда США                                                                               | Джон Дьюха США                                                                               |
| Перекладина               | Антон Хейда США | —                                                                                             | Джордж Эйсер США                                                                             |
| Перекладина               | Эдвард Хенниг США | —                                                                                             | Джордж Эйсер США                                                                             |
| Опорный прыжок            | Антон Хейда США | —                                                                                             | Уильям Мерц США                                                                              |
| Опорный прыжок            | Джордж Эйсер США | —                                                                                             | Уильям Мерц США                                                                              |
| Конь                      | Антон Хейда США | Джордж Эйсер США                                                                              | Уильям Мерц США                                                                              |
| Кольца                    | Герман Гласс США | Уильям Мерц США                                                                               | Эмиль Войт США                                                                               |
| Лазание по канату         | Джордж Эйсер США | Чарльз Краус США                                                                              | Эмиль Войт США                                                                               |
| Булавы                    | Эдвард Хенниг США | Эмиль Войт США                                                                                | Ральф Уилсон США                                                                             |

## Страны
В соревнованиях по спортивной гимнастике участвовало 119 спортсменов из 4 стран:

В скобках указано количество спортсменов
- Австрия (1)
- Германия (7)
- США (119)
- Швейцария (1)